# Wyspa (film 2000)
Wyspa – koreański film z roku 2000, w reżyserii Kim Ki-Duka. Jest to jego piąty film i pierwszy, którym zdobył sobie międzynarodową sławę.
W filmie występują: Jung Suh oraz Kim Yu-seok jako para, która postanawia rozwijać swoją miłość pomimo wielu nietypowych okoliczności.

## Opis fabuły
Jung Suh gra niemą Hee-jin, która kieruje ośrodkiem wędkarskim, w którym można wynająć niewielkie pływające domki, sama zaś zajmuje się tylko transportem wędkarzy i turystów z lądu. Beznamiętnie dba o gości, sprzedając artykuły pierwszej (i nie tylko) potrzeby, świadcząc usługi, w tym także prostytuuje się. Niemniej, gdy uciekający przed prawem Hyun-shik (Kim Yu-seok), pojawia się w ośrodku, pojawia się uczucie między nimi.

## Kontrowersje wokół filmu
W filmie pojawiają się sceny kontrowersyjne. Jedną z nich jest próba samobójcza przy pomocy haczyków wędkarskich. Jest kilka scen związanych z okrucieństwem wobec zwierząt (które zdaniem samego reżysera nie były pozorowane, lecz prawdziwe).